# Der Kommissar und der See – Liebeswahn
Liebeswahn ist ein deutscher Fernsehfilm von Felix Karolus aus dem Jahr 2022. Es handelt sich um die erste Folge der Kriminalfilmreihe Der Kommissar und der See, einem Spin-Off der Reihe Der Kommissar und das Meer, mit Walter Sittler, Katharina Böhm, Bernhard Schir, Nurit Hirschfeld und Dominik Maringer. Im ORF wurde der Film am 21. September 2022 erstmals ausgestrahlt. Die Veröffentlichung in der ZDF Mediathek erfolgte am 24. September 2022, die Erstausstrahlung im ZDF am 3. Oktober 2022.

## Handlung
Der ehemalige Kommissar Robert Anders verlässt nach seiner Pensionierung die schwedische Insel Gotland und kehrt zu seinem Elternhaus an den Bodensee zurück. Dort trifft er auf die 15-jährige Lea Cordes, die sich wegen Liebeskummer nach Streit mit ihrem Freund in das vermeintlich leerstehende Bootshaus zurückgezogen hat. Robert Anders überlässt ihr für die Nacht sein Sofa.
Am nächsten Morgen wird die Leiche von Lea entdeckt. Polizeiobermeisterin Annika Wagner und ihr Kollege Polizeioberkommissar Martin Keller nehmen die Ermittlungen auf, parallel dazu stellt Anders eigene Nachforschungen an. Dabei trifft er auch auf seine Jugendliebe Johanna Wagner, die Mutter von Annika. Lea ist ertrunken, es finden sich zunächst keine Zeichen äußerer Gewalteinwirkung. Keller und dessen Vorgesetzte Regine Salzmann gehen daher vorerst von einem Suizid aus. Gerichtsmediziner Dr. Herbert Hämmerle stellt jedoch fest, dass Lea ermordet wurde, ihr Kopf wurde am Ufer unter Wasser gedrückt, außerdem war sie schwanger.
Dennis Felber, der Ex-Freund von Lea, hatte immer wieder Ärger mit der Polizei, wurde wegen Drogenbesitzes zu einer Geldstrafe verurteilt und war Mandant von Rechtsanwalt Thomas Wagner, Johannas Ehemann. Von Felber erfährt Anders, dass Lea einen neuen Liebhaber hatte. Der Bauunternehmer Hannes Buck ist ein Schulfreund von Anders, er bietet Dennis Felber einen Job für einen Neustart an. Während Annika Wagner Robert Anders verdächtigt, Lea ermordet zu haben, findet Anders mittels Wahlwiederholung auf seinem Festnetzgerät heraus, dass Lea mit ihrem letzten Anruf von seinem Telefon Thomas Wagner angerufen hatte. Thomas behauptet allerdings, Lea nicht gekannt zu haben. Anders wundert allerdings, woher Lea die private Handynummer von Thomas hatte. Johanna nimmt an, dass Robert Thomas ein Verhältnis mit Lea nur deswegen unterstellt, um von der von ihrer Tochter Annika vermuteten Ermordung durch Robert abzulenken.
Martin Keller glaubt, dass Anders an einem Trauma leidet, seit dessen kleine Schwester im See an derselben Stelle wie Lea Cordes ertrunken ist. In Schweden finden sich mehrere Fälle von ertrunkenen Mädchen, in der Zeit, wo Anders dort tätig war. Währenddessen findet Annika Wagner das Tagebuch des Opfers, sie glaubt darin Hinweise auf deren Verhältnis zu Thomas Wagner herauszulesen. Thomas Wagner dagegen spricht von selbsterfüllender Prophezeitung. Allerdings wurden beim Opfer auch Kondome mit den Fingerabdrücken von Thomas Wagner gefunden.
Von Florian Berg, einem Freund von Lea, erhält Anders ein Foto von Leas Liebhaber, dem Anwalt Thomas Wagner. Außerdem wurden Thomas und Lea zusammen gesehen, auf einem Fotoausschnitt findet sich Lea mit einer Hand, die den Ehering von Thomas trägt. Thomas hatte für sein Verhältnis eine Ferienwohnung gemietet, die er mit seiner Kreditkarte bezahlt hatte. Gegenüber seiner Frau gibt er an, mit Lea zwar ein Verhältnis gehabt zu haben, ihr allerdings nichts angetan zu haben. In der Mordnacht hatte er seine Beziehung zu Lea beendet. Johanna Wagner, die kurz vor der Wahl zur Bürgermeisterin steht, gibt ihrem Mann ein Alibi für die Tatzeit. Sie bittet Robert, Annika das Foto mit Thomas und Lea nicht zu zeigen. Robert kann ihr diese Gefallen allerdings nicht tun und wird in der darauffolgenden Nacht von einem unbekannten Täter niedergeschlagen. Gegenüber Annika gibt er an, dass der Täter möglicherweise nach dem Foto von Lea und Annikas Vater gesucht haben könnte.
Sophie Böhringer war die Freundin von Lea. Von ihr erfährt Anders, dass Florian Berg in Lea verliebt war. Über einen GPS-Tracker in einem Glücksbringer von Lea wusste er über deren Aufenthaltsort Bescheid. Florian Berg hält Thomas Wagner auf einem Motorboot als Geisel. Als Lea mit Dennis zusammen war, kam sie immer zu Florian, wenn sie Probleme hatte, nach Ende der Beziehung hatte sie auch den Kontakt zu Florian abgebrochen, Florian gibt Thomas dafür die Schuld. Florian Berg gesteht, in der Mordnacht von Lea erfahren zu haben, dass sie schwanger war. Florian wollte sich um das Baby und sie kümmern, Lea wollte das allerdings nicht. Nachdem Florian Thomas mit einem Schuss schwer verletzt, wird er wegen Mordes an Lea von der Polizei festgenommen. Johanna Wagner gibt den Rückzug von ihrer Bürgermeister-Kandidatur aus privaten Gründen bekannt.

## Produktion
Die Dreharbeiten fanden vom 6. Oktober bis zum 6. November 2021 in Lindau und Hamburg statt. Produziert wurde der Film von der Network Movie (Produzenten Jutta Lieck-Klenke und Dietrich Kluge).
Das Drehbuch schrieb Jürgen Werner, die Kamera führte Clemens Majunke, die Montage verantwortete Martin Rahner und das Casting Rebecca Gerling. Das Kostümbild gestaltete Yvonne Lehmann, das Szenenbild Marcus A. Berndt, den Ton Maj-Linn Preiß und das Maskenbild Lisa Lampas und Brigitta Lüttge.
Der zweite Fall Narrenfreiheit wurde bis Mitte Oktober 2022 ebenfalls unter der Regie von Felix Karolus gedreht.

## Rezeption
Tilmann P. Gangloff vergab auf tittelbach.tv vier von sechs Sternen und meinte, dass es eine sympathische Idee des ZDF sei, Robert Anders nicht einfach im Ruhestand verschwinden zu lassen. Die Inszenierung sei nicht gerade aufregend, sehenswert sei der Film vor allem wegen des Ensembles, außerdem sei die personelle Konstellation interessant.
Oliver Armknecht bewertete den Film auf film-rezensionen.de mit vier von zehn Punkten, der Film mache nicht gerade Lust auf mehr. Grotesk sei zudem die Konstellation, wenn alle mit allen zusammenhingen. Da helfe auch das hübsche Setting nicht mehr.